# Ауксилія палатина
Ауксилія палатина (лат. auxilium palatinum) — елітні піхотні підрозділи пізньої римської армії, що вперше з'явилися за Костянтина I близько 325.

## Історія
Сформовані замість преторіанської гвардії для охорони палацу та членів імператорської сім'ї, через ненадійність преторіанців. Підрозділи отримали назву палатина, коли було проведено поділ на палатинів ікомітатів (близько 365).
Деяких зі старших і, ймовірно, найстаріших з цих підрозділів мали назви, такі як Корнути (Cornuti) або Брахіати (Brachiati), інші були названі на честь племен, з яких вони рекрутувалися (багато з числа східних галлів, або германських варварів. Точних даних про чисельність ауксилії немає, але Арнольд Джонс припускає чисельність у 600 або 700 солдатів. Деякі ауксилії відносилися до лімітанів, особливо на Дунаї. Не зовсім ясно, чи вважались вони окремою категорією підрозділів).

## Список ауксилій палатин
Список створений на початку V століття (Notitia Dignitatum), в ньому зображені також деякі моделі щитів.
| - Cornuti seniores - Brachiati seniores - Petulantes seniores - Celtae seniores - Batavi seniores - Mattiaci seniores - Mattiaci iuniores - Ascarii seniores - Ascarii iuniores - Iovii seniores - Cornuti iuniores - Sagittarii Nervii - Leones seniores - Leones iuniores - Exculcatores seniores - Sagittarii Tungri - Exculcatores iuniores - Tubantes - Salii - Grati - Felices seniores - Felices iuniores | - Gratianenses seniores - Invicti seniores - Augustei - Iovii iuniores - Victores iuniores - Batavi iuniores - Bructeri - Ampsivarii - Gratianenses iuniores - Valentianenses iuniores - Raeti - Sequani - Sagittarii venatores - Latini - Sabini - Brachiati iuniores - Honoriani Atecotti seniores - Honoriani Marcomanni seniores - Honoriani Marcomanni iuniores - Honoriani Atecotti iuniores - Brisigavi seniores - Brisigavi iuniores | - Honoriani Mauri seniores - Honoriani Mauri iuniores - Celtae iuniores - Invicti iuniores Britanniciani - Exculcatores iuniores Britanniciani - Felices Valentinianenses - Mattiaci iuniores Gallicani - Salii Gallicani - Sagittarii Nervii Gallicani - Iovii iuniores Gallicani - Seguntienses - Galli victores - Honoriani victores iuniores - Honoriani ascarii seniores - Felices iuniores Gallicani - Atecotti iuniores Gallicani - Tungri - Honoriani Gallicani - Mauri tonantes seniores - Mauri tonantes iuniores |

Ampsivarii
Felices seniores
Honoriani ascarii seniores
Invicti iuniores Britanniciani
Iovii seniores
Leones seniores
Petulantes
Sequani

## У масовій культурі
У грі «Rome: Total War: Barbarian Invasion» (2005) — імператорські допоміжні війська у Західній Римській імперії. Елітні важкоозброєні списоносці, що шикуються формуючи стіну щитів. Також у «Total War: Attila» (2015) ауксилія палатина — добре озброєні, але все ж базові юніти, що «еволюціонують» з лімітанів. Юніти Візантії Носять лорику сквамату. Для Західної Римської імперії також доступний юніт старші корнути (лат. cornuti seniores).